# Olga Jerofejewa
Olga Jerofejewa (* 24. April 1985; russisch Ольга Ерофеева, internationale Umschrift: Olga Erofeeva oder auch Olga Yerofeyeva;) ist eine russische Triathletin, russische Duathlon-Meisterin 2011 (Elite) und Aquathlon-Vizestaatsmeisterin 2011, die seit 2010 für Kasachstan startet.

## Werdegang
Im offiziellen russischen Ranking (Рейтинг), das anhand verschiedener russischer und internationaler Bewerbe berechnet wird, lag Jerofejewa 2010 auf Platz 19, obwohl sie an den dem Ranking zugrundeliegenden russischen Bewerben nicht teilgenommen hatte und ihr Rang nur durch den 20. Platz beim Europacup in Alanya zustande kam.
Im April 2011 gelang Jerofejewa der internationale Durchbruch. Beim Volkswagen Aldiana Triathlon (Small States of Europe Championship) (27. März 2011) auf Zypern, wo die russischen Elite-Triathleten ihr Trainingscamp aufgeschlagen hatte, gewann sie die Silbermedaille auf der Sprintdistanz, obwohl sie formal nicht zur russischen Nationalmannschaft zählte. Beim Europacup in Antalya gelang es ihr schließlich, unter die Top Ten zu kommen und damit die Triathletinnen der russischen Nationalmannschaft in den Schatten zu stellen.
So plötzlich wie Jerofejewa im Elite-Sport auftauchte, so geheimnisvoll ist ihre sportliche Vergangenheit: In den offiziellen Ranglisten des Russischen Triathlonverbandes scheint ihr Name für das Jahr 2009 nirgends auf, weder im Gesamt-Ranking (Рейтинг) noch in der Cup-Wertung, sie ist auch 2011 trotz ihrer Aquathlon-Silbermedaille nicht Mitglied der Nationalmannschaft.
Jerofejewa lebt in Omsk und vertritt den Verein БУ ОО "ОШВСМ". Sie startet seit 2010 für Kasachstan. Seit 2014 tritt sie nicht mehr international in Erscheinung.

## Sportliche Erfolge
| Datum/Jahr   | Rang | Wettbewerb                 | Austragungsort | Zeit     | Bemerkung                                                       |
| ------------ | ---- | -------------------------- | -------------- | -------- | --------------------------------------------------------------- |
| 9. Aug. 2014 | 11   | ITU Triathlon World Cup    | Tiszaújváros   | 01:00:44 | 750 m Schwimmen, 20 km Radfahren und 5 km Laufen                |
| 3. Aug. 2014 | 3    | ETU Triathlon European Cup | Istanbul       | 01:03:00 | hinter Anastasia Abrosimova (RUS) und Julija Jelistratowa (UKR) |
| 3. Apr. 2011 | 8    | ETU Triathlon European Cup | Antalya        | 01:53:07 | auf der olympischen Distanz                                     |

| Datum/Jahr | Rang | Wettbewerb                          | Austragungsort | Zeit | Bemerkung |
| ---------- | ---- | ----------------------------------- | -------------- | ---- | --------- |
| 2011       | 1    | RUS Duathlon National Championships | Russland       |      |           |

| Datum/Jahr | Rang | Wettbewerb                           | Austragungsort | Zeit | Bemerkung |
| ---------- | ---- | ------------------------------------ | -------------- | ---- | --------- |
| 2011       | 2    | RUS Aquathlon National Championships | Russland       |      |           |

(DNF – Did not finish)